# لولا وان واخینن
لولا وان واخینن (انگلیسی: Lola Van Wagenen؛ زادهٔ دسامبر ۱۹۳۸ (۸۶ سال)) تاریخ‌نگار اهل ایالات متحده آمریکا است. او همسر سابق بازیگر و کارگردان بنام سینما رابرت ردفورد است و از او صاحب ۴ فرزند می‌باشد.